# Prosevania annulata
Prosevania annulata är en stekelart som först beskrevs av Taschenberg 1891.  Prosevania annulata ingår i släktet Prosevania och familjen hungersteklar. Inga underarter finns listade i Catalogue of Life.